# Chiesa dei Santi Simone e Giuda (Noceto)
La chiesa dei Santi Simone e Giuda, nota anche come pieve di Sanguinaro, è un luogo di culto cattolico dalle forme romaniche situato in via Emilia 77 a Sanguinaro, frazione di Noceto, in provincia e diocesi di Parma; appartiene al gruppo delle pievi parmensi ed è sede di una parrocchia compresa nella zona pastorale della Pedemontana.

## Storia
La chiesa fu innalzata lungo la Via Francigena nell'XI secolo; le prime testimonianze della sua esistenza risalgono al 1080 e al 1095, quando fu citata in alcuni atti di donazione da parte del prete Mangifredo o Maginfredo, che fondò anche il vicino ospedale, destinato ai poveri e ai pellegrini di passaggio.
Nel 1098 il complesso divenne una dipendenza del monastero benedettino di San Prospero di Reggio Emilia, ma già nel 1168 fu affidato ai cavalieri dell'Ordine dell'Ospedale di San Giovanni di Gerusalemme, anche se alcuni documenti proverebbero che il passaggio avvenne soltanto nel 1230; nel frattempo si ipotizza che la struttura possa essere stata assegnata ai cavalieri templari, ma non restano tracce di un loro eventuale insediamento.
Nel 1471 l'edificio divenne autonomo, affidato in commendam ai cavalieri Ospitalieri; nello stesso periodo il complesso fu ristrutturato e l'abside fu ornato con alcuni affreschi. Un più drastico intervento di modifica avvenne nel 1578, quando il commendatore Alessandro Burzio fece demolire due campate della chiesa, restaurare il resto dell'edificio e riprendere i dipinti absidali deteriorati.
I cavalieri di Malta furono costretti ad abbandonare il complesso nel 1798, a causa delle soppressioni napoleoniche degli ordini religiosi.
La chiesa fu alienata a privati nel 1864.
Nel 1905 il tempio divenne sede di parrocchia autonoma, dipendente dalla Diocesi di Parma.
Tra il 1910 e il 1915 furono avviati importanti lavori di ristrutturazione, che comportarono la costruzione dell'adiacente canonica, la realizzazione della nuova facciata col portico, il completamente del campanile neoromanico e il restauro del resto dell'edificio.
Tra il 2006 e il 2008 furono eseguiti altri lavori di restauro, che interessarono il tetto, gli affreschi absidali, la canonica e la cripta, ove fu aperto un nuovo ingresso.

## Descrizione

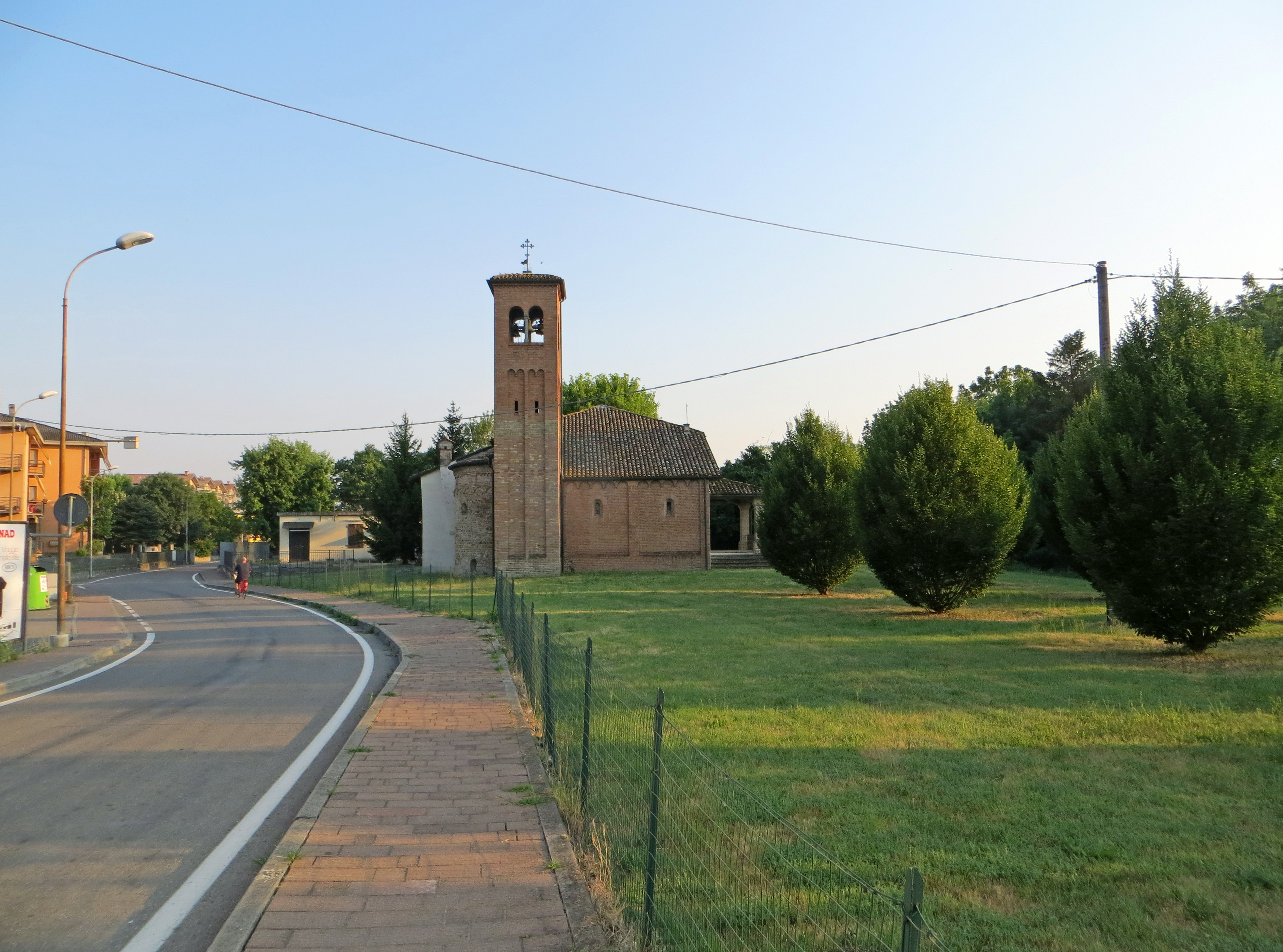
Lato nord

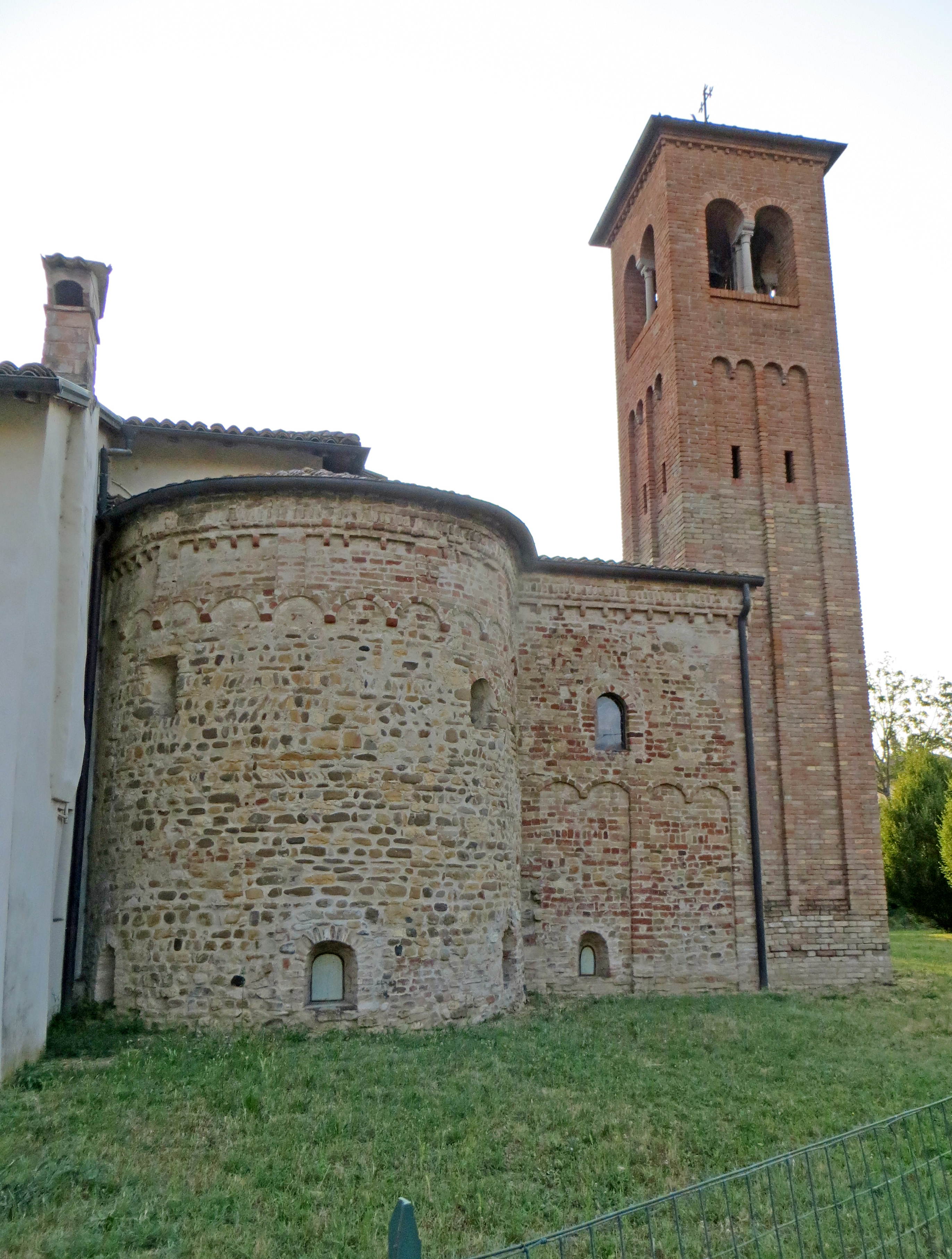
Abside e campanile

Il luogo di culto si sviluppa su un impianto a navata unica, con ingresso rivolto a ovest e presbiterio a est.
Il prospetto principale, interamente intonacato, è asimmetrico, a causa della canonica, che condivide la facciata con la chiesa; l'accesso, leggermente rialzato, è preceduto da un portico sostenuto da una coppia di pilastri, ai cui lati si aprono due piccole monofore ad arco a tutto sesto.
Il fianco nord, rivestito in laterizio, è scandito da alcune lesene e coronato da un motivo ad archetti in mattoni. Al termine del lato si innalza in aggetto il campanile, la cui base appartiene ancora alla struttura originaria; superiormente la torre è scandita da lesene che si concludono con altri archetti a tutto sesto, sopra i quali si aprono su ogni lato ampie bifore con triple colonnine in pietra, risalenti alla ristrutturazione novecentesca.
Il retro costituisce la porzione più antica dell'edificio; l'abside centrale e la parete alla sua destra appartengono alla struttura originaria, caratterizzata da un paramento misto in mattoni e ciottoli di fiume e coronata da archetti romanici; le due parti furono leggermente sopraelevate alla fine del XV secolo, con una muratura conclusa con una cornice sottogronda decorata con modanature. Alla sinistra dell'abside la parete originaria risulta oggi inglobata all'interno della canonica intonacata, che aggetta profondamente sovrastando anche parte del tetto della chiesa.
All'interno la larga navata, coperta con un tetto a due falde retto da capriate e travetti lignei, è interrotta da alcuni pilastri quadrati di sostegno; dell'originaria struttura a tre navate, rimane solo la parete di fondo, al cui centro si apre l'abside, decorata con affreschi tardogotici, realizzati alla fine del XV secolo ma parzialmente modificati nel 1578; i pregevoli dipinti del catino raffigurano il Cristo in mandorla, collocato fra l'Inferno e la Resurrezione dei morti, mentre la fascia nel mezzo del muro curvilineo rappresenta la Madonna in trono tra i Santi Simone e Giuda; il sottarco è infine dipinto con la serie di Simboli degli evangelisti.

### Cripta
La porzione più antica dell'intero edificio è costituita dalla cripta romanica, che occupa l'intero seminterrato del luogo di culto odierno. La sala ipogea è raggiungibile attraverso una rampa in cotto di collegamento con la canonica, realizzata quando l'ambiente fu trasformato in cantina.
La cripta, molto vasta in proporzione alle dimensioni del tempio, è suddivisa in tre navate sviluppate su cinque campate, oltre al transetto e ai tre absidi; le volte a crociera e a vela di copertura sono sostenute da una serie di pilastri a sezione quadrata o circolare, coronati da capitelli a cubo scantonato; le murature sono interamente realizzate in mattoni misti a ciottoli di fiume, mentre l'illuminazione è garantita da alcune finestrelle profondamente strombate.
La parete perimetrale a ovest fu aggiunta in epoca successiva, pertanto si ipotizza che la sala originaria fosse molto più lunga e che forse costituisse le primitiva pieve di Sanguinaro; in alternativa è possibile che da principio i due ambienti sovrapposti fossero stati creati di uguale ampiezza e separati fra loro, per distinguere gli spazi riservati al clero da quelli aperti anche ai laici.